# Радошевић
Радошевић је српскохрватско презиме, настало од словенског мушког имена Радош. Носе га етнички Хрвати и Срби. Значајни људи са овим презименом су:
- Леон Радошевић (1990), хрватски кошаркаш
- Мирослав Радошевић (1973), бивши српски кошаркаш